# کینگ (ایندیانا)
کینگ (به انگلیسی: King) یک منطقهٔ مسکونی در ایالات متحده آمریکا است که در شهرستان گیبسون، ایندیانا واقع شده‌است. کینگ ۱۴۲٫۰۴ متر بالاتر از سطح دریا واقع شده‌است.